# رابرت بائر
رابرت بوکر بائر (بییِر) (زاده ۱ ژوئیه ۱۹۵۲) نویسنده آمریکایی و مأمور سابق آژانس اطلاعات مرکزی آمریکا (سیا) است که از سوی این سازمان به غرب آسیا اختصاص داده شده بود. او در هفته‌نامه تایم ستونی دارد که به مسائل اطلاعاتی و جاسوسی می‌پردازد. همچنین وی با نشریات ونتی فر، وال‌استریت ژورنال و واشینگتن پست نیز سابقه همکاری دارد.
بائر سال‌ها در کشورهای غرب آسیا حضور داشته است. از اطلاعاتی که در کتاب‌هایش به‌دست می‌دهد مشخص است که دستکم در غرب آسیا به فلسطین، سوریه، عراق، کردستان عراق، اردن، پاکستان، کشورهای عرب خلیج فارس و ایران در حال رفت‌وآمد بوده است. وی به زبان‌های فارسی، عربی، فرانسوی، آلمانی و انگلیسی مسلط است. همچنین با زبان‌های روسی تاجیکی و بلوچی آشنایی دارد.
بائر به تناوب دربارهٔ روابط بین‌الملل، جاسوسی و سیاست خارجی آمریکا به تفسیر و نگارش پرداخته است. وی کتاب‌هایی در مورد غرب آسیا و سیاست خارجی آمریکا دربارهٔ این منطقه نگاشته است.

## ایران
او بر این باور است که ایران تنها کشور قابل اعتماد در غرب آسیا است زیرا در میانه‌های دهه ۱۹۹۰ میلادی استفاده از ترور را کنار گذاشته تا به هدف اصلی خود یعنی تبدیل شدن به یک امپراتوری بپردازد.  او تشیع را یکی از نقاط قوت ایران می‌داند و معتقد است که ساختار سلسله‌مراتبی باعث شده که ترورهای اندک باورمندان این مذهب، به جای اهداف کور، اهداف راهبردی را هدف قرار دهند.
به باور او، ایران در مسیر امپراتوری خود دیدگاه‌های تنگ نظرانهٔ مذهبی و قومی را کنار گذاشته و با سنی‌ها هم کنار آمده است. وی این سطح از پیشرفت در سیاست‌گذاری در یک کشور غرب آسیا را زنگ خطری برای غرب می‌داند.
از نظر او دسترسی ایران به نفت و در دست داشتن گلوگاه انرژی دنیا باعث می‌شود این کشور بتواند در صورت لزوم خطر بزرگی برای اقتصاد دنیا ایجاد کند. ایران می‌تواند در چند دقیقه تأسیسات منطقه را با استفاده از موشک‌هایی که دارد مورد هدف قرار دهد و ثبات بازارهای جهانی را به هم بریزد.
بائر بر این باور است که آمریکا باید با ایران به توافق برسد.

## فیلم
- The Cult of the Suicide Bomber[۷]
- Cult of the Suicide Bomber II[۸]
- Cult of the Suicide Bomber III[۹]
- Car Bomb[۱۰]
- سیریانا

## تلویزیون
- Hunting Hitler, History Channel (2015)